# Người thổi tù và hàng tổng
Người thổi tù và hàng tổng là một bộ phim truyền hình được thực hiện bởi Trung tâm Phim truyền hình Việt Nam, Đài Truyền hình Việt Nam do Phi Tiến Sơn làm đạo diễn. Phim phát sóng lần đầu vào dịp Tết Nguyên Đán năm 1999 trên kênh VTV3.

## Nội dung
Người thổi tù và hàng tổng tập hợp lại những câu chuyện bi hài xảy ra đối với trưởng thôn Kiên (Quốc Tuấn) và mọi khó khăn mà anh gặp phải sau khi nhận được chức trưởng thôn "từ trên trời rơi xuống". Bao nhiêu câu chuyện cười ra nước mắt vì thế mà xảy ra trong lúc trưởng thôn Kiên chất phác, ngờ nghệch và tốt bụng xây dựng, quản lý xóm làng...

## Diễn xuất
- Quốc Tuấn trong vai Kiên[6]
- Khánh Huyền trong vai Thơm[7]
- Văn Hiệp trong vai Hoạt[8]
- Duy Hậu trong vai Cụ Tân
- Ngọc Tuyết trong vai Bà Thìn
- Đức Hải trong vai Ông Hòa
- Hán Văn Tình trong vai Tuần[9]
- Ngọc Dung trong vai Lan
- Hồng Hạnh trong vai Hương
- Vĩnh Xương trong vai Hiếu
- Tiến Mộc trong vai Tài
- Ngọc Thoa trong vai Liên
- NSƯT Trần Hạnh trong vai Bố Kiên
- Lê Mai trong vai Mẹ Kiên
- Thu An trong vai Mẹ Tuần
- Đỗ Thị Thanh Thủy ... Khách quán cô Lan
- Trần Đại Mý ... Khách quán cô Lan
- ... ... Miên, con bà Thìn
- Sĩ Tiến ... Công an xã
- Minh Hằng ... Kiều, chị cả Kiên
- Tiến Quang ... Anh rể Kiên